# Saint-Martin-Petit
Saint-Martin-Petit é uma comuna francesa na região administrativa da Nova Aquitânia, no departamento Lot-et-Garonne. Estende-se por uma área de 6,4 km². Em 2010 a comuna tinha 614 habitantes (densidade: 95,9 hab./km²).